# Graubär

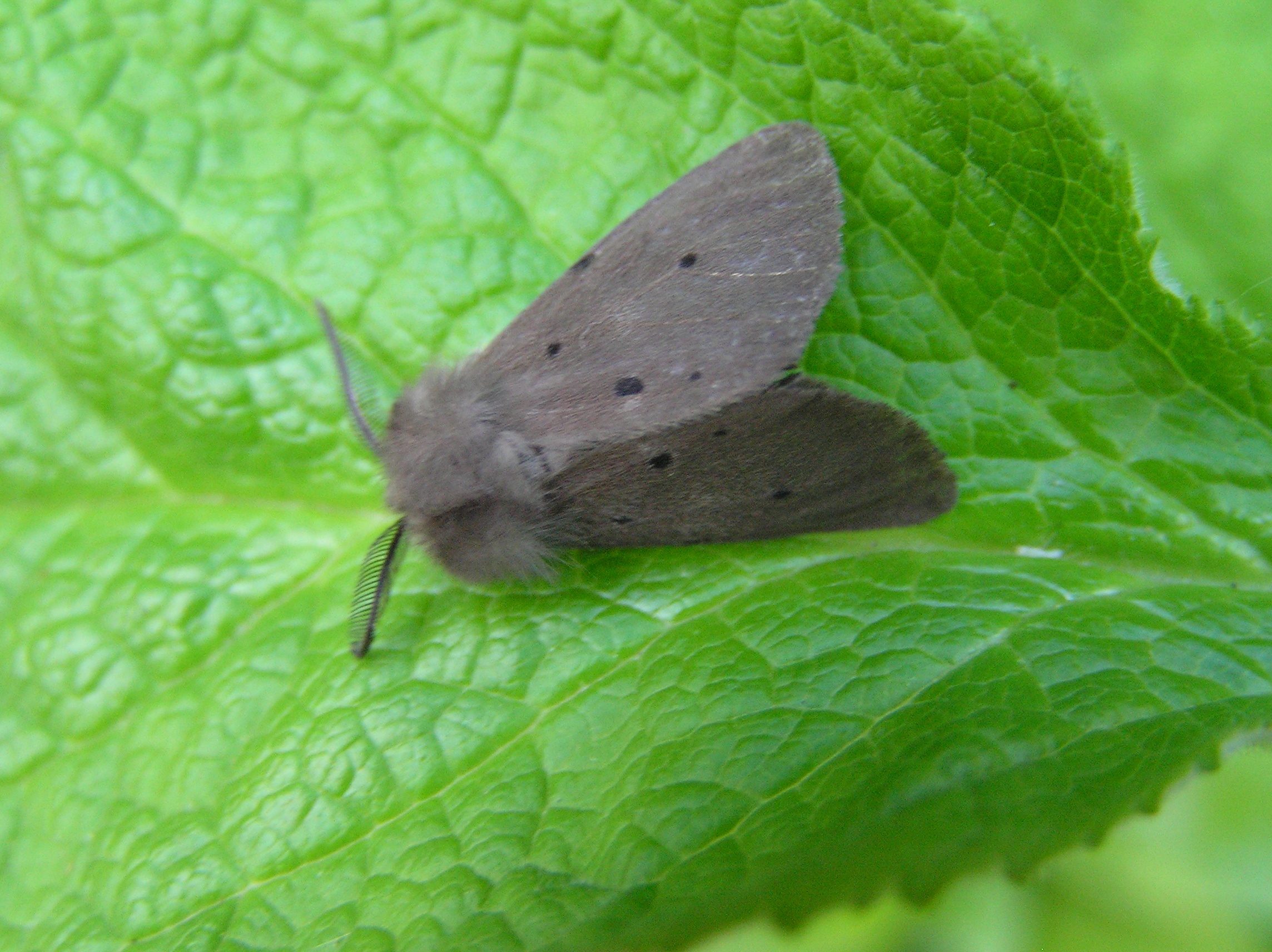
Männlicher Graubär

Der Graubär (Diaphora mendica), auch Grauer Fleckleibbär oder Hellgrauer Fleckleibbär, ist ein Nachtfalter aus der Unterfamilie der Bärenspinner (Arctiinae).

## Merkmale

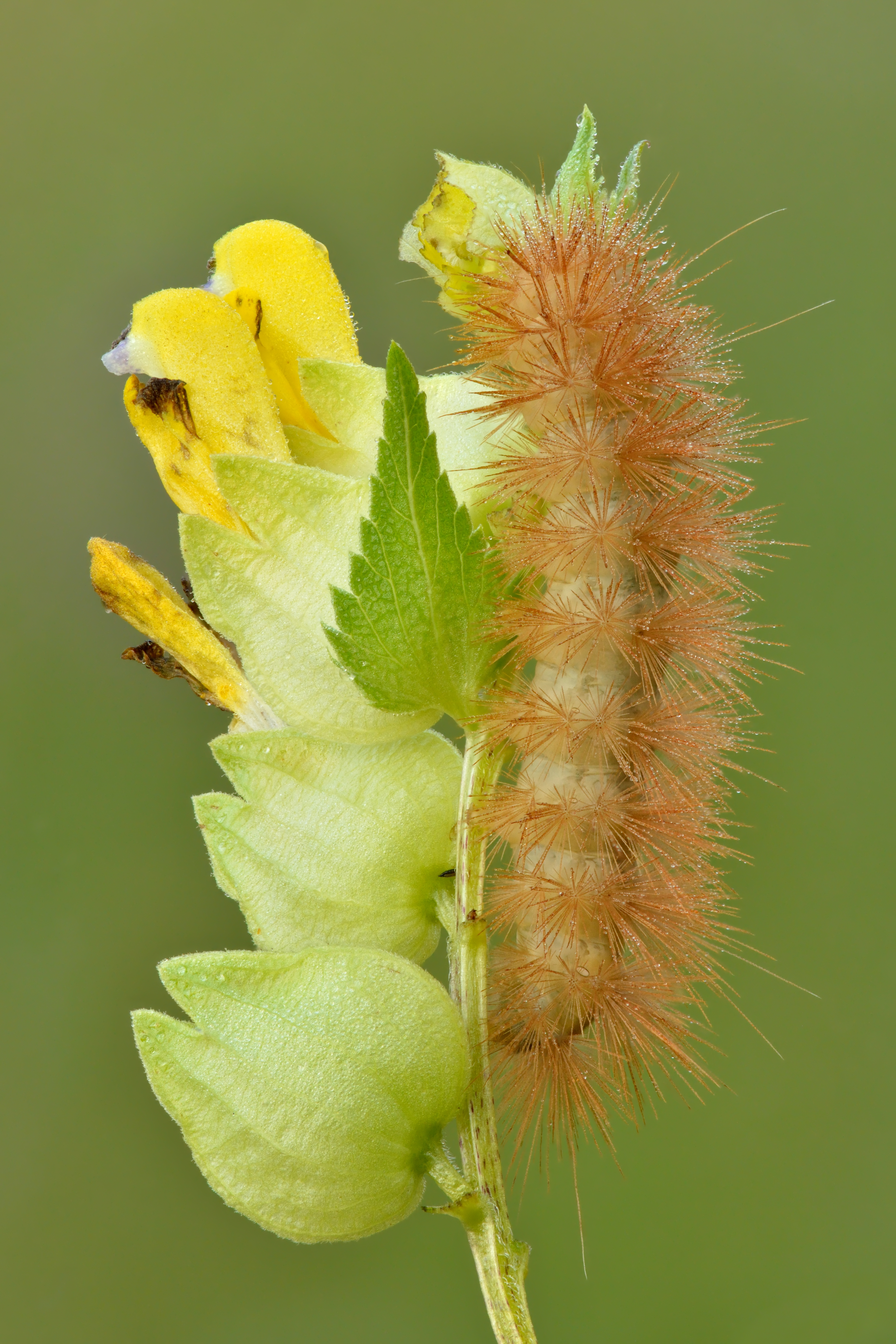
Raupe

Die Falter erreichen eine Flügelspannweite von ca. 30 Millimetern. Die Art zeichnet sich durch einen ausgeprägten Geschlechtsdimorphismus aus. Die Männchen sind grau-braun, wohingegen die Weibchen strahlend weiß mit einigen schwarzen Punkten gefärbt sind. Beide haben einen pelzigen Kopf. Die Weibchen ähneln denen von Spilosoma lubricipeda, sie besitzen jedoch nicht die auffällige schwarz-gelbe Warntracht am Hinterleib.

### Ähnliche Arten
- Alpen-Fleckleibbär (Diaphora sordida)
- Amerikanischer Webebär (Hyphantria cunea)
- Breitflügeliger Fleckleibbär (Spilosoma lubricipeda)
- Gelber Fleckleibbär (Spilosoma lutea)

## Vorkommen
Sie kommen in ganz Europa vor, außer im hohen Norden und dem Mittelmeergebiet. Sie leben in Kiefernheiden, feuchten Wiesen und Heidemooren. 

### Flug- und Raupenzeiten
Der Graubär fliegt in einer Generation von April bis Anfang Juli. Er zählt damit unter den Fleckleibbären zu den am frühesten fliegenden Arten. Es gibt Hinweise darauf, dass im südlichen Mitteleuropa eine partielle zweite Generation gebildet werden kann. In Baden-Württemberg und Thüringen gibt es bisher keine Beweise dafür. Raupen mit unterschiedlichen Entwicklungsstadien wurden von Juli bis Oktober gefunden.

## Nahrung
Die Raupen leben polyphag und fressen unter anderem an den folgenden Pflanzenarten:
- Gelbe Schwertlilie (Iris pseudacorus)
- Eingriffeliger Weißdorn (Crataegus monogyna)
- Himbeere (Rubus idaeus)
- Blaugrünes Labkraut (Galium glaucum)
- Wiesen-Labkraut (Galium mollugo)
- Mittlerer Wegerich (Platago media)
- Schwarzer Holunder (Sambucus nigra)
- Kratzdistel (Cirsium spec.)
- Skabiosen-Flockenblume (Centaurea scabiosa)
- Steifhaariger Löwenzahn (Leontodon hispidus)
- Gewöhnlicher Löwenzahn (Taraxacum officinale)

## Entwicklungsgang
Das Weibchen legt die runden, leicht grünlichen Eier auf Blättern ab. Die daraus schlüpfenden Raupen verpuppen sich am Ende des Sommers am Boden in einem grauen Gespinst. Die Falter schlüpfen dann erst nach der Überwinterung. 